# Xã Purcell, Quận Mountrail, Bắc Dakota
Xã Purcell (tiếng Anh: Purcell Township) là một xã thuộc quận Mountrail, tiểu bang Bắc Dakota, Hoa Kỳ. Năm 2010, dân số của xã này là 58 người.